# Аул имени Бактыбая Жолбарысулы
имени Бактыбая Жолбарысулы (каз. Бақтыбай Жолбарысұлы ат.а., до 2000 г. — Крупское) — аул в Ескельдинском районе Жетысуской области Казахстана. Административный центр сельского округа имени Бактыбая Жолбарысулы. Находится примерно в 19 км к западу от посёлка Карабулак. Код КАТО — 196435100. Назван в честь акына Бактыбая Жолбарысулы.

## История
До 1962 г. носило название Сталинское, до 2000 года — Крупское.

## Население
В 1999 году население аула составляло 5722 человека (2728 мужчин и 2994 женщины). По данным переписи 2009 года, в ауле проживало 5858 человек (2807 мужчин и 3051 женщина).